# Wohlien
Wohlien ist der Name einer bekannten Orgelbauerfamilie mit eigener Werkstatt in Altona.

## Familienmitglieder

### Generation I
- Balthasar Wohlien (* 1745 in Wilster; † 1804 in Hamburg), Orgelbauer

### Generation II
- Johann Heinrich Wohlien (1779–1842), Orgelbauer, Bruder von Lorenz Rudolph W.
- Lorenz Rudolph Wohlien (1789–1834), Orgel- und Klavierbauer, Bruder von Johann Heinrich W.

### Generation III
- Johann Conrad Rudolph Wohlien (1808–1866), Orgelbauer
- Christoph Wilhelm Wohlien (1811–1869), Maler und Lithograf, Sohn von Johann Heinrich W.

### Generation IV
- Johann Friedrich Eduard Wohlien (* 1843 in Altona; † 1871 ebenda), Orgelbauer; Sohn von Johann Conrad Wohlien, mit seinem Tod erlischt die Firma